# هارولد هوف
هارولد هوف (بالإنجليزية: Harold Huff)‏ هو منافس ألعاب قوى أمريكي، ولد في 3 يونيو 1880، وتوفي في 29 مايو 1964.

## وصلات خارجية
- هارولد هوف على موقع أوليمبيديا (الإنجليزية)